# وادیم شیپاچیوف
وادیم شیپاچیوف (روسی: Вадим Александрович Шипачёв؛ زادهٔ ۱۲ مارس ۱۹۸۷) بازیکن هاکی روی یخ اهل روسیه است.
وی همچنین برندهٔ جوایزی همچون مدال نقره، مدال برنز، مدال طلا، و نشان دوستی شده‌است.